# Okada Takeshi
Okada Takeshi (sinh 25 tháng 8 năm 1956) là một cựu cầu thủ và huấn luyện viên bóng đá người Nhật Bản. Ông từng dẫn dắt đội tuyển Nhật Bản dự các World Cup 1998 và 2010.

## Đội tuyển bóng đá quốc gia Nhật Bản
Okada thi đấu cho đội tuyển bóng đá quốc gia Nhật Bản từ năm 1980 đến 1985.

## Thống kê sự nghiệp
| Đội tuyển bóng đá Nhật Bản | Đội tuyển bóng đá Nhật Bản | Đội tuyển bóng đá Nhật Bản |
| Năm                        | Trận                       | Bàn                        |
| -------------------------- | -------------------------- | -------------------------- |
| 1980                       | 3                          | 0                          |
| 1981                       | 5                          | 0                          |
| 1982                       | 2                          | 1                          |
| 1983                       | 7                          | 0                          |
| 1984                       | 4                          | 0                          |
| 1985                       | 3                          | 0                          |
| Tổng cộng                  | 24                         | 1                          |